# Wolfsmonitoring

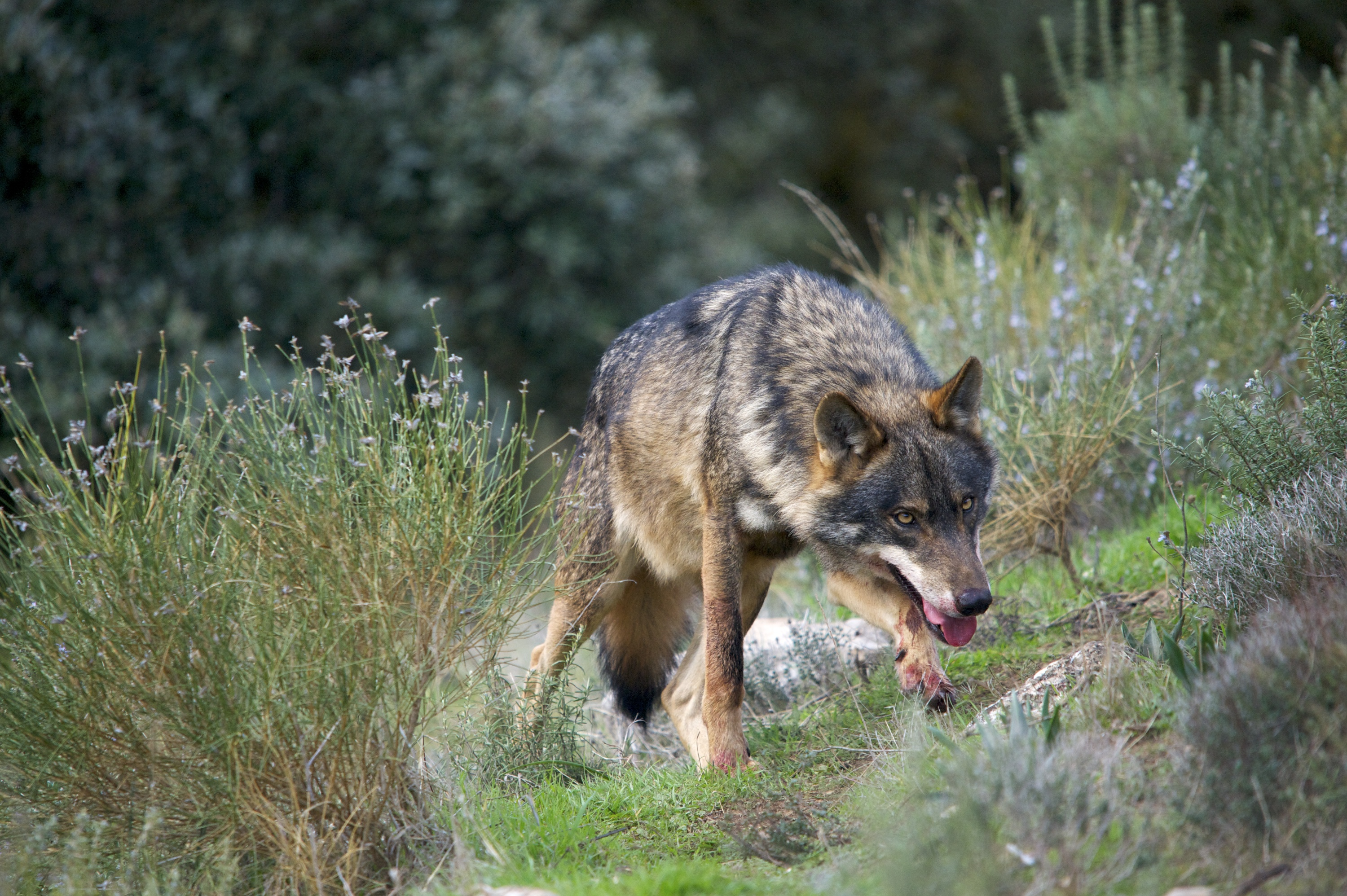

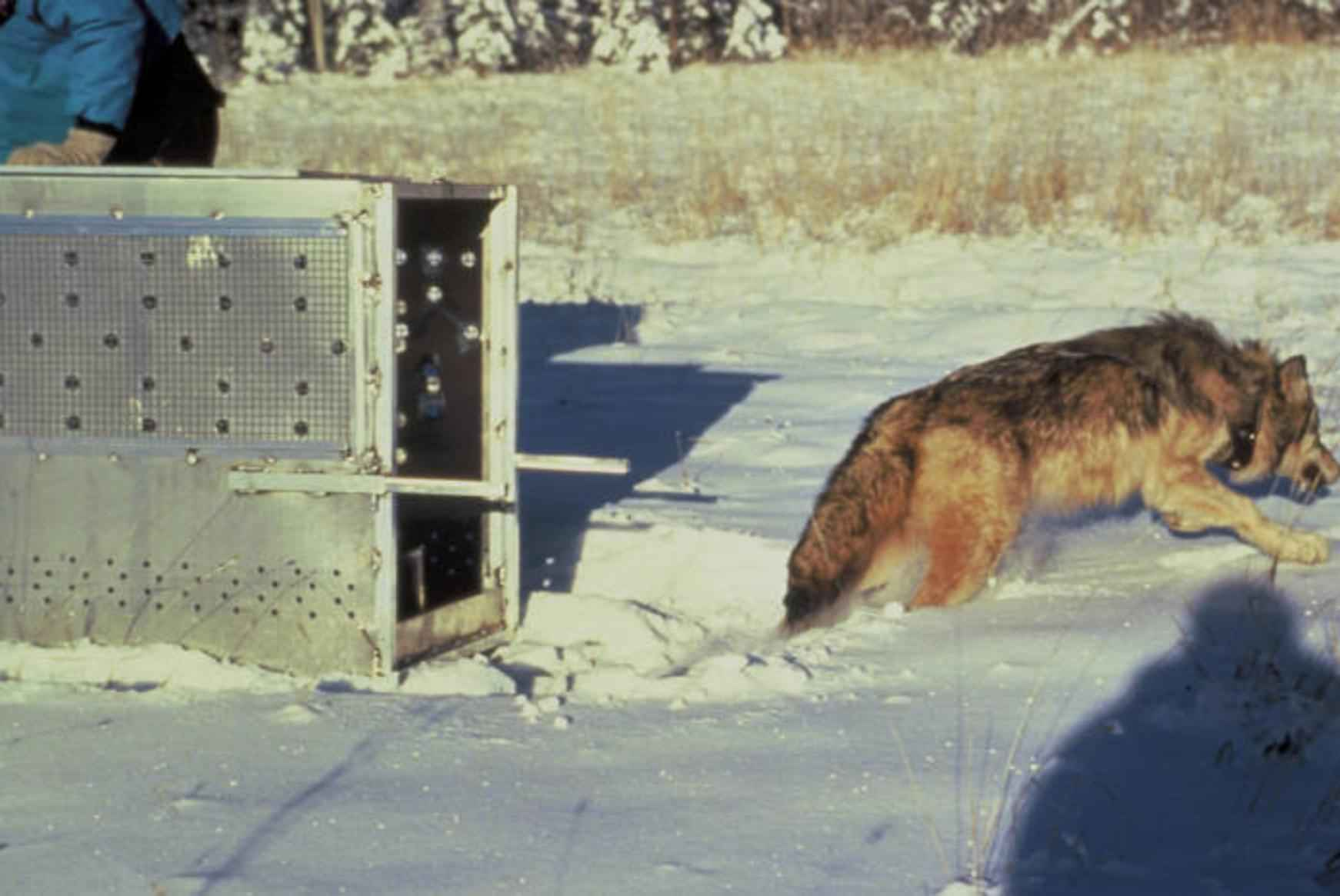
Ein Wolf wird nach Ausstattung mit einem Senderhalsband wieder in die Freiheit entlassen

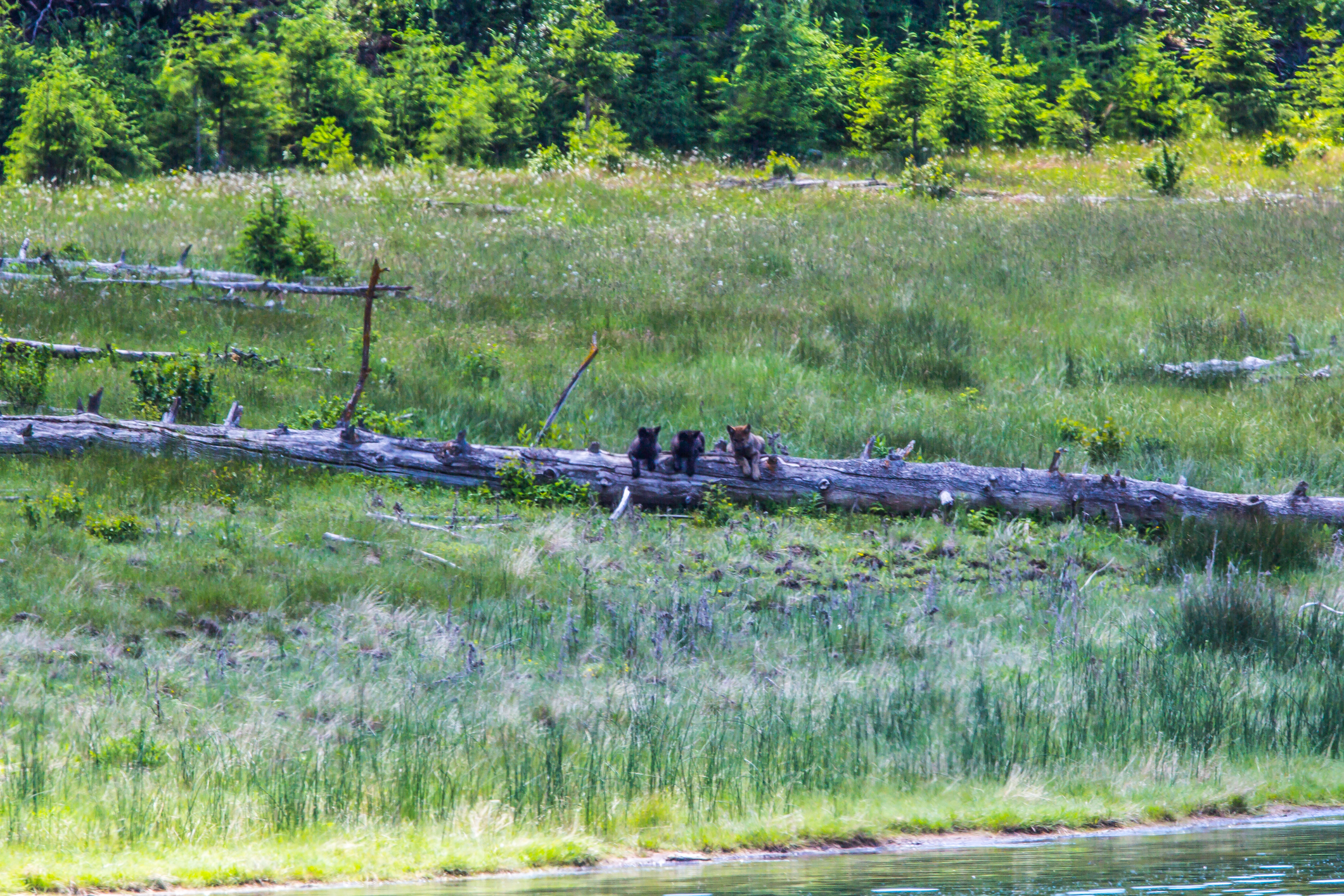
Der regelmäßig zu beobachtende Aufenthalt an Gewässern sichert die Versorgung der Tiere mit Trinkwasser.

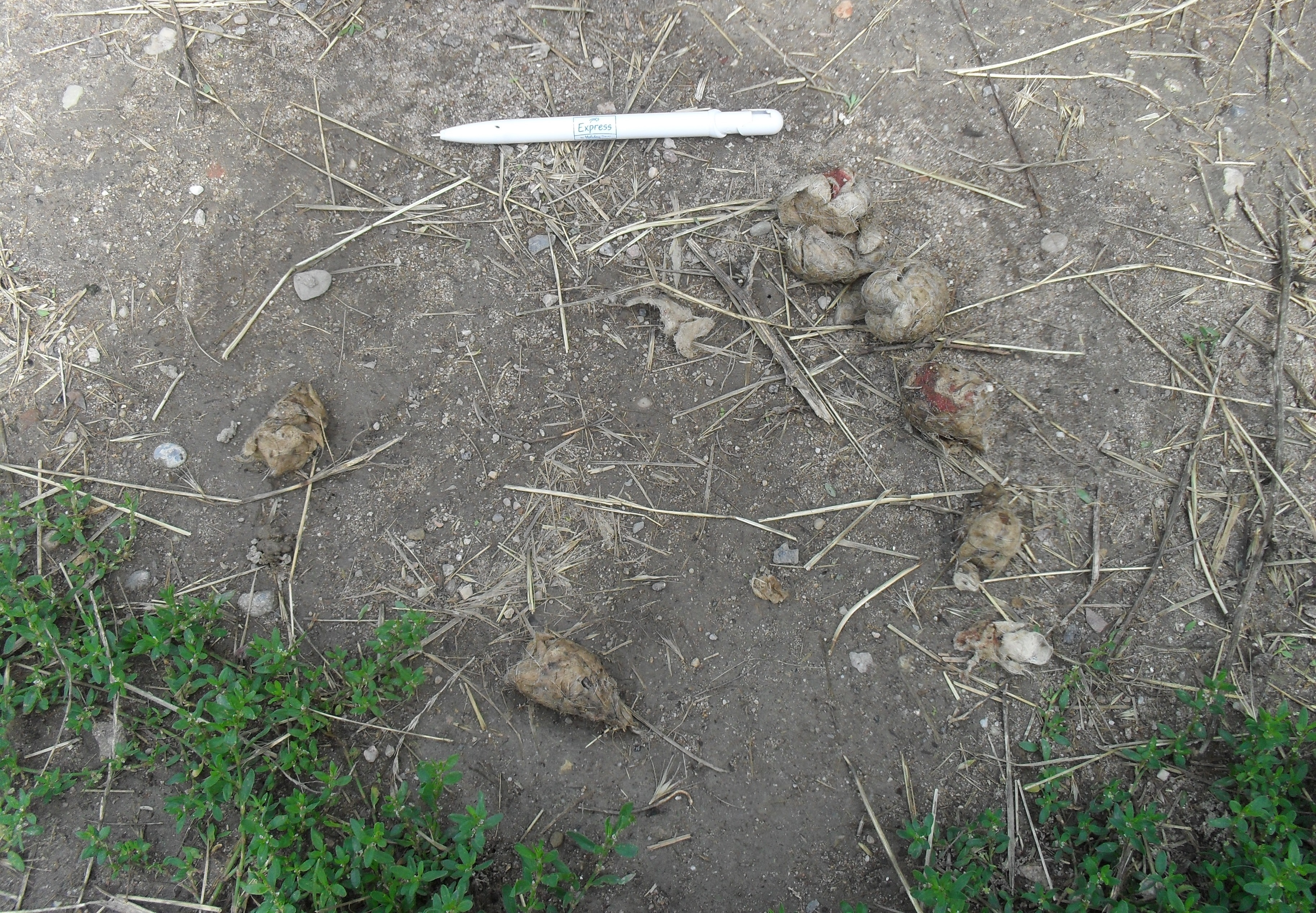
Wolfslosung enthält häufig einen sichtbaren Anteil an Haaren aus dem Fell der Beutetiere.

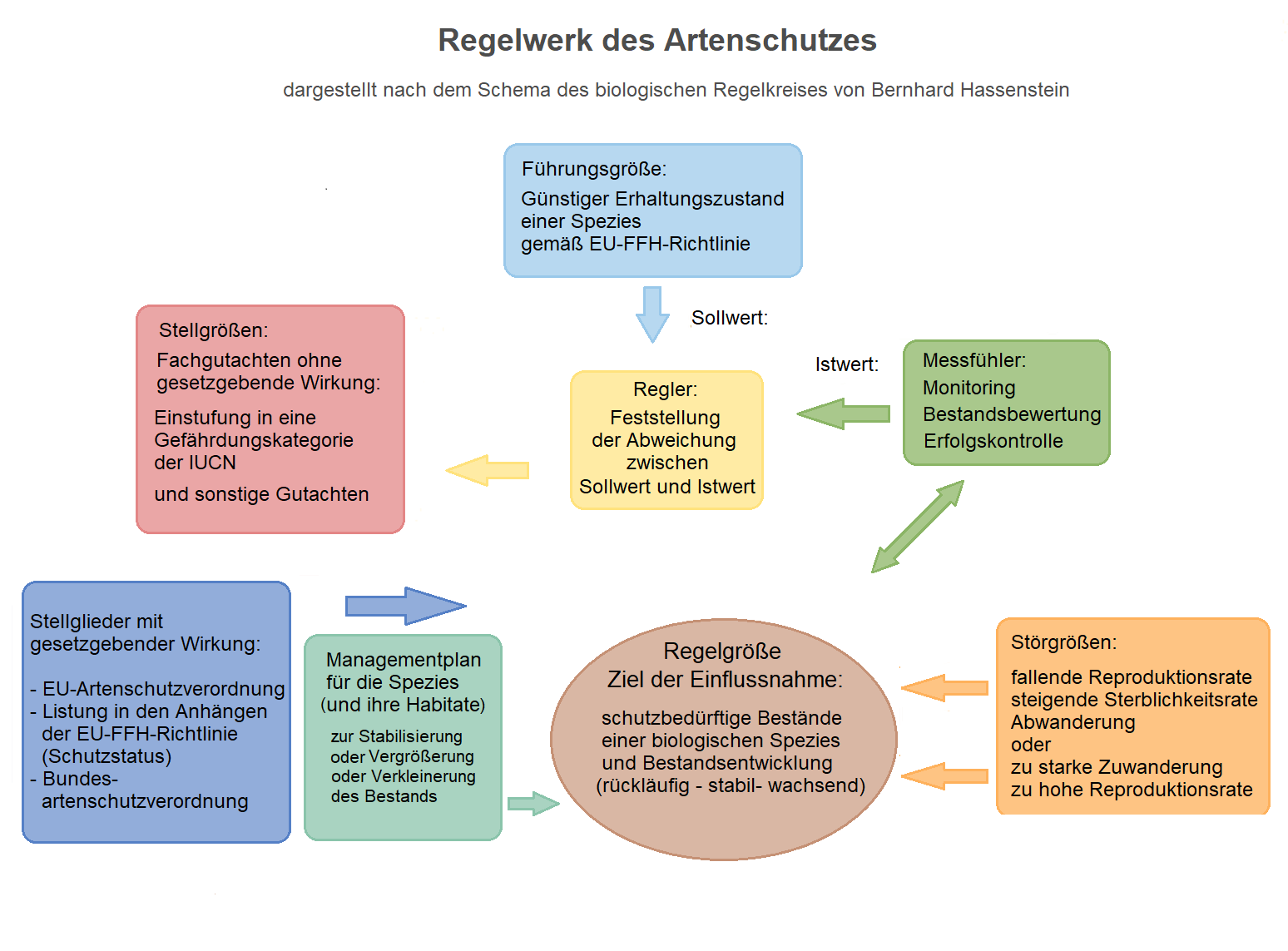
Das Monitoring ermöglicht es, den Erhaltungszustand der Populationen festzustellen. Im Idealfall ergibt sich mithilfe der Daten aus dem Monitoring als Meßfühler (grün) ein Regelkreis mit Rückkopplung zu Schutzstatus und Wildtiermanagement.

Wolfsmonitoring ist ein Teilbereich des Biomonitorings und beinhaltet die Beobachtung, Aufzeichnung und statistische Erfassung von Vorkommen wildlebender Wölfe innerhalb und außerhalb von Naturschutzgebieten sowie die Erhebung und Bereitstellung detaillierter Daten. Die FFH-Richtlinie verpflichtet die EU-Staaten zum Monitoring streng geschützter Arten, um feststellen zu können, welche Wolfspopulationen den günstigen Erhaltungszustand erreicht haben. Für das Monitoring der Wölfe in Deutschland sind die Bundesländer zuständig, während die Bundesregierung verpflichtet ist, Berichte an die EU zu senden. Die Leitung hat in Deutschland das LUPUS – Institut für Wolfsmonitoring und -forschung.

## Aufgabenbereiche
Zum Wolfsmonitoring zählt das Erfassen der Anzahl der Wölfe in den einzelnen Lebensräumen. Dabei wird unterschieden zwischen Durchzüglern, standorttreuen Wölfen, Einzeltieren, reproduzierenden Paaren und Rudeln. Die Besiedlung neuer Gebiete erfolgt über Einzeltiere, zu denen jederzeit ein zweites dazu kommen kann. Daher werden vom Bundesamt für Naturschutz längerfristige Besiedlungen durch Einzeltiere auch zu den lokalen Populationen gezählt. Rudelbildung, Rudelgrößen und Reproduktionsraten sollen registriert werden. Die Reviergrößen der Rudel werden ermittelt sowie die Streifgebiete einzelner Individuen und die Wanderwege von Tieren, die ihr Herkunftsrudel verlassen haben. Alter, Geschlecht und Gesundheitszustand der Wölfe werden dokumentiert, soweit die Individuen in Augenschein genommen werden können (Fachbegriff: ansprechen) oder Aufnahmen von Fotofallen und Wildkameras vorliegen. Ein wichtiger Bestandteil ist Registrieren von Wolfsnachweisen. Geschlecht und Abstammung können auch durch DNA-Analyse ermittelt werden. Zu den Methoden der Verhaltensbeobachtung gehört die Besenderung einzelner Tiere. Bei Totfunden erfolgt meist eine Obduktion. Die Herkunft des Tieres und die Todesursache werden eingetragen. Auf diese Weise entstehen detaillierte Tabellen mit Eintragungen sämtlicher Wolfsnachweise sowie Verbreitungskarten, die sich auf den jeweiligen Monitoringzeitraum beziehen. Zu den Aufgaben des Monitorings gehört auch, Weidetierhalter über neue Wolfsvorkommen zu informieren, damit sie Herdenschutzmaßnahmen ergreifen können. Die Auswirkungen von Wolfsrissen an Wildtieren auf die Situation in Fremdenverkehrsgebieten finden Beachtung. Zuordnung aller bekannt werdenden Wild- und Nutztierrisse zu den jeweiligen DNA-Profilen der Wölfe ermöglicht eine grenzübergreifende Aufzeichnung ihrer Wanderwege.

## Ziele des Monitorings

### Populationsbiologische Forschung
Das Wolfsmonitoring dient wissenschaftlichen Zwecken, besonders den populationsbiologischen und populationsgenetischen Forschungen zur Entwicklung der Wolfsbestände (demographisches Monitoring)
und der Erforschung der Verhaltensökologie im Rahmen von Langzeitstudien. Hierzu zählen Untersuchungen zur Jagdweise und Auswahl der Beutetierarten. Landschaftsbezogene genetische Untersuchungen haben gezeigt, dass es genetisch unterschiedliche Wolfspopulationen gibt, die durch evolutionäre Anpassung an bestimmte Lebensräume und Spezialisierung auf darin vorkommende Beutearten entstanden sind. Nachdem manche Wolfsunterarten für lange Zeit in Refugialräume zurückgedrängt worden waren, begann eine Wiederausbreitung. Aus den genetischen Daten können die Entstehung der Reliktpopulationen und der Verlauf der Wiedereinwanderung in andere Gebiete rekonstruiert werden. Die Reproduktionsraten, die Wachstumsgeschwindigkeiten der Wolfspopulationen, werden ermittelt.
Bei den Wölfen in Deutschland geht man derzeit – je nach Quelle – von einer jährlichen Wachstumsrate von 33 bis 35 % aus, wobei ständig neue Wolfsterritorien hinzukommen.
Die Populationsstrukturen und die Populationsdynamik werden mithilfe der verschiedenen Formen von Wolfsnachweisen einschließlich nicht-invasiver genetischer Methoden analysiert. Letztere sind zudem geeignet Hybridisierung zwischen Wölfen, Kojoten und Haushunden festzustellen.

### Schutz echter Wildtierpopulationen

#### Erhaltungszustand

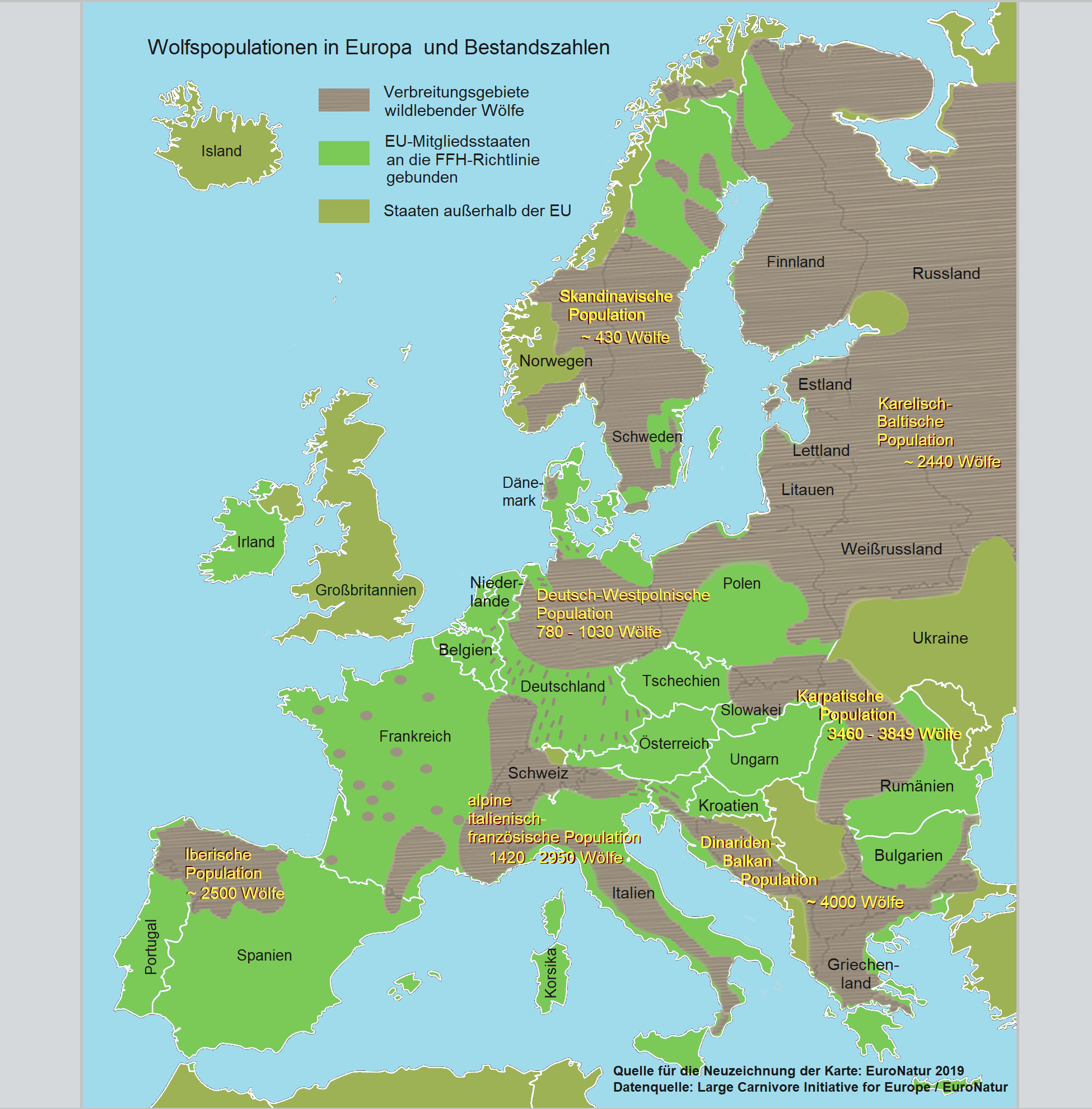
Alle Populationen, mit Ausnahme der italienischen, bestehen aus Eurasischen Wölfen. Der Canis lupus italicus wurde als eigenständige Unterart definiert. Eine Durchmischung der europäischen Unterarten und Populationen ist aus populationsbiologischer Sicht wünschenswert, da sie die genetische Vielfalt erhöht.
Seit 2019 leben Frankreich 80 Rudel, rund 530 Wölfe. Seit 2020 sind auch im Norden und Nordwesten Frankreichs Rudel nachgewiesen.

Durch das Wolfsmonitoring können Wolfsterritorien erfasst und die Wanderwege der Wölfe auch über weite Entfernungen aufgezeichnet werden. Das angeborene Instinktverhalten des Wolfs mit seinem enormen Potenzial Fernwanderungen durchzuführen begünstigt sowohl seine schnelle Ausbreitung als auch die Vernetzung der verschiedenen Populationen. Mit Satellitentelemetrie wurde gemessen, dass manche Wölfe innerhalb weniger Monate über 1000 Kilometer zurücklegen. Sie können neue Gebiete relativ schnell besiedeln. Populationsgenetische Analysen von Maris Hindrikson et al. ergaben bei der räumlichen Autokorrelation auf der Grundlage von drei Merkmalen der genetischen Vielfalt eine Reichweite von 650 bis 850 km. Die genetische Vielfalt einer Wolfspopulation kann von bis zu 850 km entfernten Populationen beeinflusst werden. "Da der Gegenstand jeder Schutzplanung die gesamte biologische Einheit, also die Population sein sollte, empfehlen die Leitlinien eine Einschätzung auf Populationsebene" (BfN Skript 413).

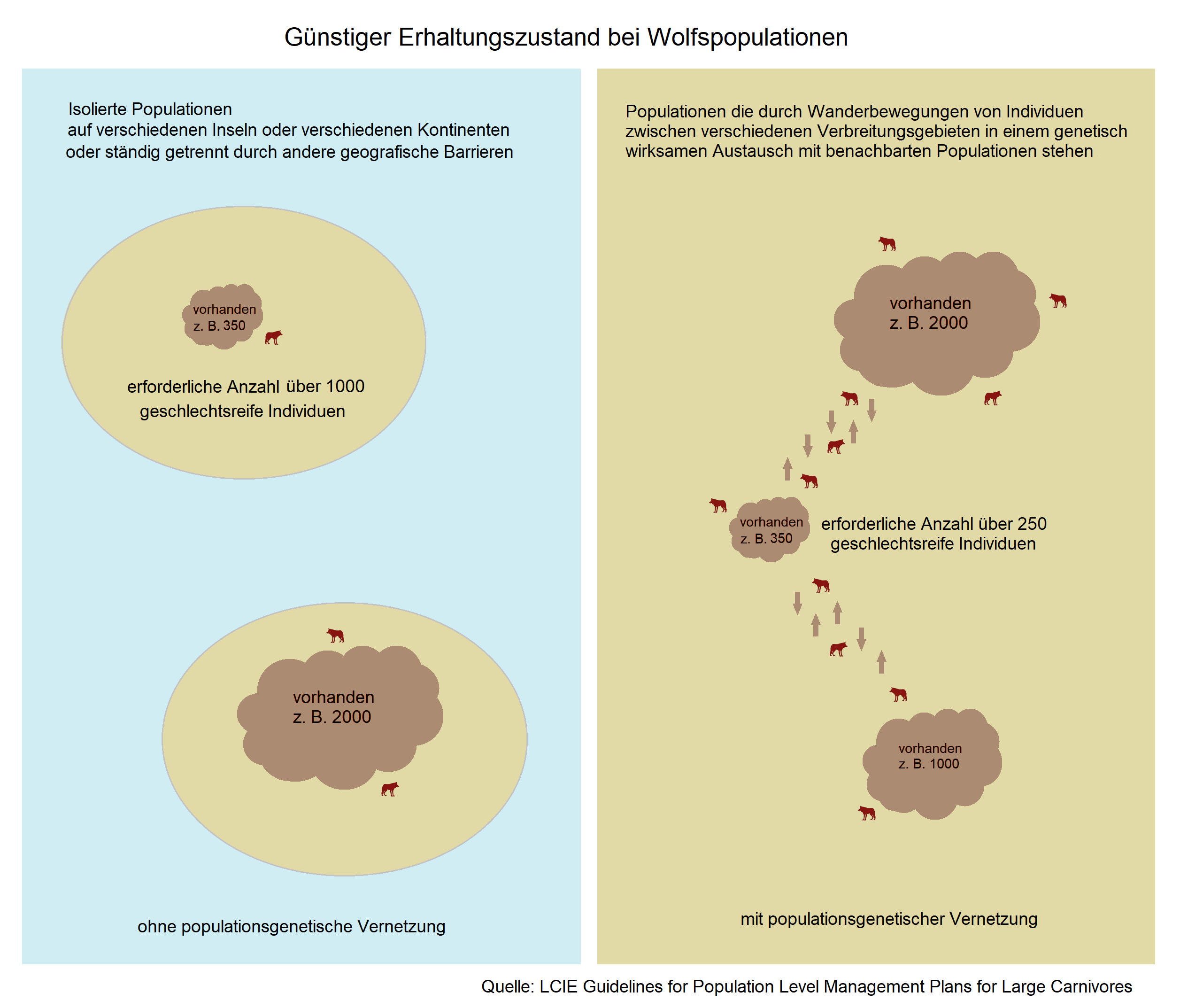
Definition des günstigen Erhaltungszustands bei Wölfen (LCIE)

Die offizielle Zahl liegt bei den Wölfen in Deutschland nach den noch unvollständigen Daten der DBBW im (Monitoringjahr 2020/21) bei 113 Wolfsrudeln.
Durch das Wolfsmonitoring wird festgestellt, in welchem Umfang der genetische Austausch zwischen den verschiedenen Wolfspopulationen bzw. Subpopulationen wieder stattfindet. So sind heute bei den Wölfen in Deutschland Zuwanderungen aus Polen aber auch Rückwanderungen in Richtung Osten häufig. Wölfe aus den Karpaten wandern in die Deutsch-Westpolnische Population ein. In Bayern gab es im Zeitraum 2009 bis 2020 acht Nachweise von aus der alpinen Population eingewanderten Wölfen. In Baden-Württemberg gab es im Zeitraum 2015 bis 2020 fünf Nachweise von Wölfen aus der alpinen und italienischen Population. Im September 2020 gelangte ein aus den Alpen stammender Wolfsrüde GW1832m in den Neckar-Odenwald-Kreis. Wenig später erfolgte ein Nachweis eines Wolfs aus den Alpen im Landkreis Darmstadt-Dieburg. Auch aus der Dinariden-Balkan-Population sind einzelne Wölfe bis in den deutschen Alpenraum gewandert. Im Frühsommer 2020 wurde ein aus der Dinarischen Population stammender Rüde GW1706m bei Traunstein nachgewiesen.
Die EU-Mitgliedsstaaten überwachen den Erhaltungszustand natürlicher Lebensräume mit ihren prioritären Arten und richten ein Monitoringsystem ein. Die Aufzeichnungen des Wolfsmonitorings dienen als Feedback an die IUCN, bei der die Einträge in der Roten Liste in entsprechende Kategorien erfolgen, und an die Europäische Kommission (Natura 2000).
Die FFH-Richtlinie schreibt keine Schutzmaßnahmen für die einzelnen Lebensräume vor, also keine Listung in Anhang II als Prioritäre Art von gemeinschaftlichem Interesse, sondern sie verlangt die Gewährleistung des Günstigen Erhaltungszustands von Wolfspopulationen.

#### Ansteckende Krankheiten
Bei Caniden vorkommende ansteckenden Krankheiten wie Räude, und Staupe werden registriert. In Fallstudien werden die jeweiligen Infektionsquellen ermittelt und die krankheitsbedingte Sterberate und Überlebensrate erfasst. Im Yellowstone-Nationalpark gibt es an Räude erkrankte besenderte Wölfe. Dort beobachtet man auch die Auswirkungen der Infektion auf die Fortpflanzung und das Sozialverhalten, ohne durch Entnahme der kranken Tiere die Ausbreitung der Seuche einzudämmen. Die Verbreitung des Echinococcus granulosus wird in einigen Ländern beobachtet. Fälle von Tollwut werden registriert. Das Ausbringen von Impfködern und ggf. die Tötung an Tollwut erkrankter Wölfe ist Aufgabe des Wolfsmanagements.

#### Gefahr der Hybridisierung

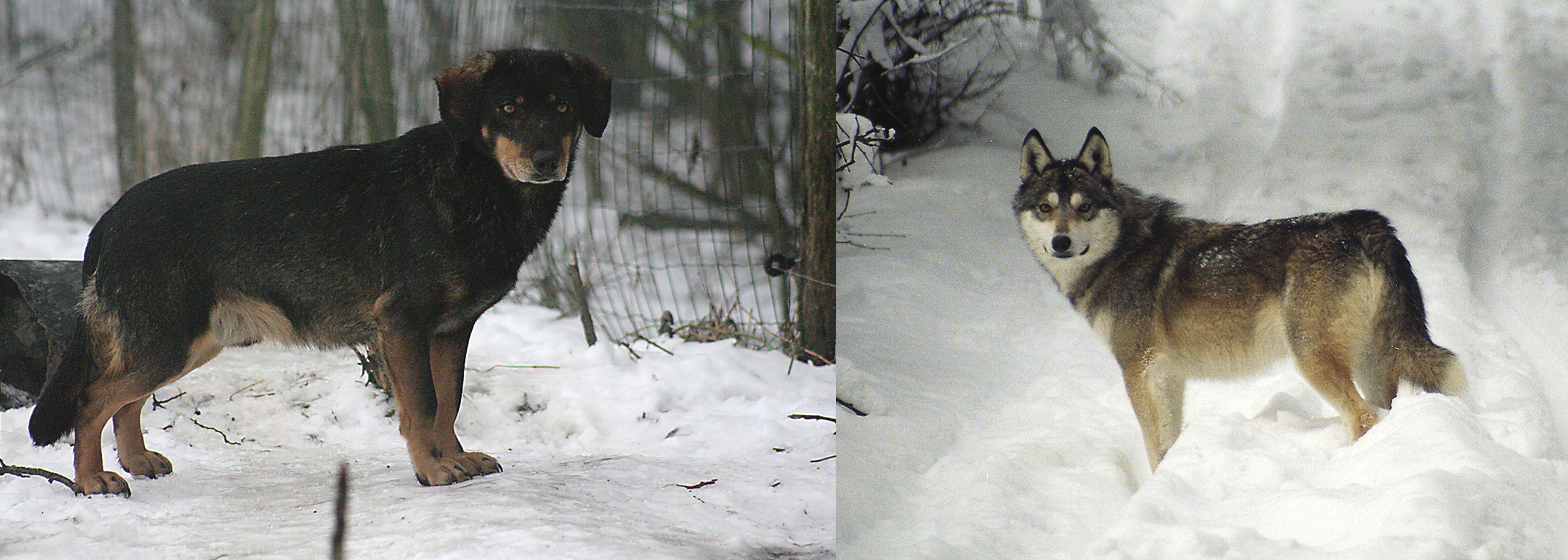
Hybriden in Ostpolen im Wildlife Park Kadzidłowo. Links: Elterntiere: weiblicher Wolf und männlicher Polnischer Spaniel; rechts: Elterntiere: weiblicher Wolf und westsibirischer Laika.

In den Randgebieten von Wolfs-Populationen, aber auch in Gebieten, in denen sich Wolfsvorkommen und Hundehaltung überschneiden, kann Hybridisierung die Erhaltung der Wildform gefährden. Im 21. Jahrhundert besitzen alle Wölfe der Erde mehr oder weniger Hundegene. Die geringste Beimischung findet sich in den Populationen des tibetischen Hochlandes und Skandinaviens.
Die Wahrscheinlichkeit, dass es zu Verpaarungen zwischen Wölfen und Haushunden kommt, hängt unter anderem von der Populationsdichte ab. Bei hoher Populationsdichte ist sie gering, höher ist sie bei einer kleinen fragmentierten Population, aus der Jungwölfe in wolfsleere Gebiete abwandern und in der Paarungszeit keinen Geschlechtspartner der Wildform aufspüren können, stattdessen aber frei laufende Hütehunde oder im Freien gehaltene Hofhunde, seltener auch Herdenschutzhunde, die sich unter Pflichtvernachlässigung mit Wölfen anfreunden, oder streunende Hunde, die wie Wölfe in Wäldern leben, dann entstehen Wolf-Haushund-Hybriden wie beispielsweise im Naliboki Wald im Westen von Belarus unweit der polnischen Grenze. Die Ursache für einen höheren Hybridisierungsgrad in manchen Gebieten Osteuropas liegt in der Anzahl streunender Hunde. Auch Gene von entlaufenen Tschechoslowakischen Wolfhunden oder gezüchteten Wolf-Hund-Hybriden können – unerwünscht – in die Wildpopulation einfließen. Luigi Boitani und andere Autoren veröffentlichten zahlreiche Nachweise von Hybriden in Italien. Der erste Nachweis stammt aus dem Jahr 1975 von einem Mischling in der Fellfarbe brindle. Bei den Eurasischen Wölfen in Finnland wurde bei DNA-Analysen des Agouti-Locus vereinzelt das dominante Allel Ay gefunden, das eine hellere Fellfarbe bewirkt (Rehfarbe), das auf ein zeitlich zurückliegendes Hybridisierungsereigenis bei den Vorfahren hindeutet.
Eine Gefährdung der Wildtierpopulation durch Wolfshybriden hängt davon ab, wie hoch bzw. gering bei ihnen der Anteil an Hundegenen ist.
Illegale Züchtung und illegaler Handel mit Wildtieren sollen durch Schutzbestimmungen unterbunden werden. Daher gelten auch für Wildtier-Haustier-Hybriden Schutzbestimmungen und zwar bis zur vierten Nachkommengeneration (F4-Generation). Ab der fünften Nachzucht- bzw. Nachkommengeneration gelten diese Schutzbestimmungen nicht mehr.
"Aus Sicht des internationalen Artenschutzes sind Hybridisierungen zwischen Wildtierarten und ihren domestizierten Formen, in diesem Fall Wölfen und Haushunden, eindeutig unerwünscht und sollen unter allen Umständen vermieden werden. Wenn es bereits zu Hybridisierungen gekommen ist, gilt es daher, alle nötigen Maßnahmen zu ergreifen, um eine weitere Ausbreitung von Haushundgenen in der Wolfspopulation zu verhindern. Vorhandene Hybriden sollten so schnell wie möglich aus der Natur entnommen werden." (DBBW)
Da Mischlinge der ersten vier Generationen dem strenger geschützten Elterntier gleichgestellt sind, sind die Voraussetzungen für ihre Entnahme ein genetischer Nachweis und eine naturschutzrechtliche Ausnahmegenehmigung. Die DBBW begrüßt den Schutz von Mischlingen, weil hierdurch versehentliche Abschüsse vermeintlicher Hybriden verhindert werden. Internationale Empfehlungen, wie die Recommendation Nr. 173 (2014) der Berner Konvention fordern jedoch von den unterzeichnenden Mitgliedsstaaten, eine behördlich überwachte Entnahme von Wolf-Haushund-Mischlingen aus Wolfspopulationen sicherzustellen, wenn deren Hybridstatus zweifelsfrei erbracht worden ist.
Von den untersuchten SNP können auch Fellfarbengene auf dem Agouti-Locus von Wölfen, Kojoten und Haushunden Anhaltspunkte für vorausgegangene Hybridisierung liefern. Genetische Analysen zeigen, dass das Gen für dominante schwarze Fellfarbe bei echten nordamerikanischen Wölfen von Haushunden stammt. Es ging vor etwa 10000 bis 15000 Jahren ins Wolfsgenom über als die ersten Amerikaner über die Beringstraße aus Asien nach Alaska und Kanada einwanderten und die ersten Hunde mitbrachten.
Im Ständigen Ausschuss der Berner Konvention wurde 2014 beschlossen, sich des Problems der Hybridisierung anzunehmen. Die genetische Untersuchung der mitochondrialen DNA gibt keinen Aufschluss über eventuelle Hybridisierung, da die mt-DNA nur über die mütterliche Linie vererbt wird (siehe Zygote).
Die Untersuchungsergebnisse des Senckenberg Instituts in Gelnhausen ergaben auf dem Stand von 2014 keine Hinweise auf aktuelle Hybridisierungsereignisse mit Haushunden in Deutschland. Carsten Nowak berichtete von genetischer Reinheit des deutschen Wolfbestandes, bei dem sich in den letzten Jahren kein Hinweis auf Vermischung mit Hunde-DNA ergeben habe. Bei 245 vom Monitoring erfassten Würfen seit dem Jahr 2000 ergab sich eine Hybridisierungsrate von unter einem Prozent, ein im internationalen Vergleich geringer Wert. In Südeuropa wurden regional höhere Hybridisierungsraten festgestellt. Das forensische Institut ForGen in Hamburg fand an gerissenen Tieren in einigen Fällen DNA-Spuren, die weder von normalen Haushunden stammten noch eindeutig dem Wolf zuzuordnen waren. Uneinigkeit zwischen Interessengruppen besteht zu der Frage, ob sich in der Gründerpopulation in der Lausitz Wolfshybriden befanden, die bei der Wiederbesiedlung Deutschlands eine Rolle gespielt haben könnten.
Das Wolfsmonitoring sammelt Daten zu der Frage, ob wildgeborene Wolfshybriden eher zu unerwünschtem Verhalten neigen.

#### Fälle von Hybridisierung in Deutschland

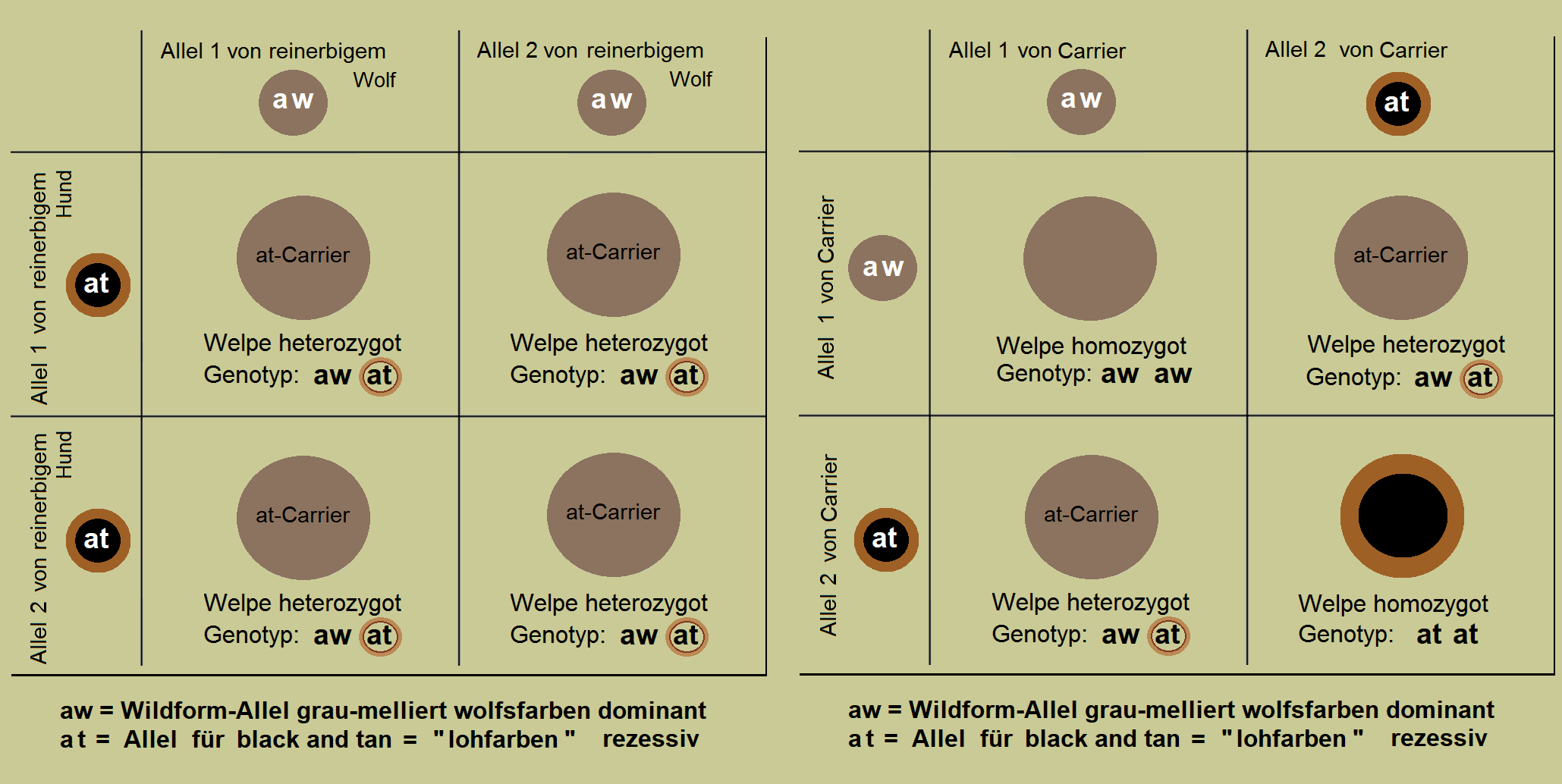
Punnett-Quadrate Fellfarbenvererbung

2003 hatte eine aus der Muskauer Heide abgewanderte Wölfin (FT-1 "Sunny") bei Neustadt/Spree zusammen mit ihrem Wurfbruder ein Territorium etabliert. Im Juli wurden anhand von Fährten neun Welpen nachgewiesen. Sebastian Körner machte Filmaufnahmen von den Jungtieren, von denen mehrere eine Black and Tan Fellfärbung hatten. Gesa Kluth und Ilka Reinhardt stuften sie als Hybriden ein. Sie vermuteten eine Verpaarung der Fähe "Sunny" mit einem Hund, was sie so interpretierten, dass es auch in Gegenden ohne verwilderte oder streunende Hunde zu Paarungen zwischen Wölfen und Hunden kommen könne, wenn eine Wölfin keinen nicht verwandten Wolf als Paarungspartner fände. Im Februar 2004 konnten zwei Hybrid-Welpen und "Sunny" eingefangen werden (siehe Weblink Einfangaktion). Der Hybridstatus der Jungtiere wurde genetisch bestätigt. Der Genotyp der Mutterfähe FT-1 "Sunny" entsprach den 76 zum Vergleich untersuchten polnischen Wölfen der Quellpopulation. Die Genotypen der Welpen gruppierten sich in der Clusteranalyse mitten zwischen den Wölfen und 41 untersuchten Haushunden. "Sunny" wurde wieder freigelassen, denn damals war den Wolfsexperten in Deutschland und Polen nicht bewusst, dass das Allel auf dem Agouti-Lokus, welches die Black and Tan Färbung bewirkt, ein rezessives Allel ist, das nur dann im Phänotyp zur Ausprägung kommt, wenn es homozygot vorliegt, weil beide Elterntiere zumindest Anlageträger sind. Andernfalls hätten sie "Sunny" genauso wie die eingefangenen Jungtiere in ein Gehege verbracht und versucht auch ihre Wurfschwester FT-3 "Einauge" einzufangen. Anhand der genetischen Profile lässt sich ein großer Teil der heute in Deutschland lebenden Wölfe auf FT-1 "Sunny" und FT-3 "Einauge" zurückführen. Durch die anschließende Einwanderung echter Wölfe, die sich mit "Sunny" und "Einauge" und deren Nachkommen gepaart haben, ist im Laufe vieler Generationen der durchschnittliche Hybridisierungsgrad gesunken. Sabina Nowak und ihre polnischen Fachkollegen stellten bei der Auswertung molekulargenetischer Analysen fest, dass sich die Wölfe in Mitteleuropa von den anderen genetisch unterscheiden. Sie führen das auf die außergewöhnlich dynamische Expansion der Wolfspopulation zurück, räumen aber ein, dass die genetischen Konsequenzen in dem Kontext noch nicht vollständig verstanden seien.
Im Herbst 2017 gingen im Truppenübungsplatz Ohrdruf sechs schwarze Welpen in eine Fotofalle des Geschäftsbereichs Bundesforst der Bundesanstalt für Immobilienaufgaben, Wolf-Haushund-Hybriden, die nach den Vorgaben der Berner Konvention aus der Natur entfernt werden müssen. Es wurde diskutiert, ob man sie dem psychischen Stress einer Gehegehaltung aussetzen will oder ob sie getötet werden sollen. Geplante Einfangaktionen verliefen längere Zeit erfolglos. Die aufgestellten Käfigfallen wurden sowohl von unbekannten Personen als auch von anderen Tieren fehlausgelöst. Das Ministerium berichtete, die Fallen seien regelmäßig zerstört worden. Am 27. März 2018 teilte das Thüringer Umweltministerium mit, dass drei der Hybriden erlegt wurden. Winter 2018/19 und Frühjahr 2019 wurde erneut versucht, die verbliebenen Hybriden zu entnehmen, zumal nun die Gefahr besteht, dass ein Rüde mit seiner Mutter oder einer Wurfschwester Nachkommen zeugt. Ein Nachweis der Fähe ist ein Riss an einem Fohlen. Mitte April 2019 wurde der vierte Hybride geschossen, über den Verbleib der zwei übrigen war einige Zeit nichts bekannt. Dann zeigten Aufnahmen von Fotofallen, dass die Fähe mit einem der männlichen Hybridnachkommen zusammenlebt. Im Juli 2019 wurde mit einer Fotofalle ein zweiter Wurf der Ohrdrufer Fähe aufgenommen, offenbar aus einer Inzestverpaarung mit dem mischerbigen Sohn. Der Wurf besteht aus grauen und schwarzen Welpen, im August wurden fünf gezählt. Durch den Nachwuchs steigt der Bedarf an Beutetieren. Laut Rissgutachten wurden im Juli 2019 mehrere Schafe, eine Ziege, ein Kalb und ein Pferd gerissen. Abermals plant das Umweltministerium die Hybridwelpen mit Kastenfallen einzufangen. Im Februar 2020 wurde ein weiterer Hybride geschossen. Ein Präparat eines der erlegten Wolf-Haushund-Hybriden steht im Naturkundemuseum Erfurt. Seit dem Frühjahr 2020 soll die Fähe einen vermutlich von einem Wolfsrüden stammenden Wurf haben.
Im Oktober 2020 wurde ein wolfsähnliches Tier in der Eifel erfolgreich eingefangen. Die DNA-Analyse ergab, dass es sich um einen Hybriden handelt, bei dem sich vor drei Generationen ein Haushund eingekreuzt hatte. Das Tier stammt aus Belarus.

#### Fälle von Hybridisierung in der Schweiz
Im April 2022 wurde der erste Wolfshybride in der Schweiz abgeschossen, wie vom Jagdgesetz des Bundes vorgesehen.

### Schadensanalysen
Ergebnisse des Wolfsmonitorings werden im Wolfsmanagement und Wildtiermanagement verwendet. Im Rahmen des Monitorings erfolgt auch die Schadensbegutachtung bei Rissen an Haustieren oder wenn Herdentiere aus einer Weide ausgebrochen sind. Dabei wird versucht, die Ursachen zu analysieren.

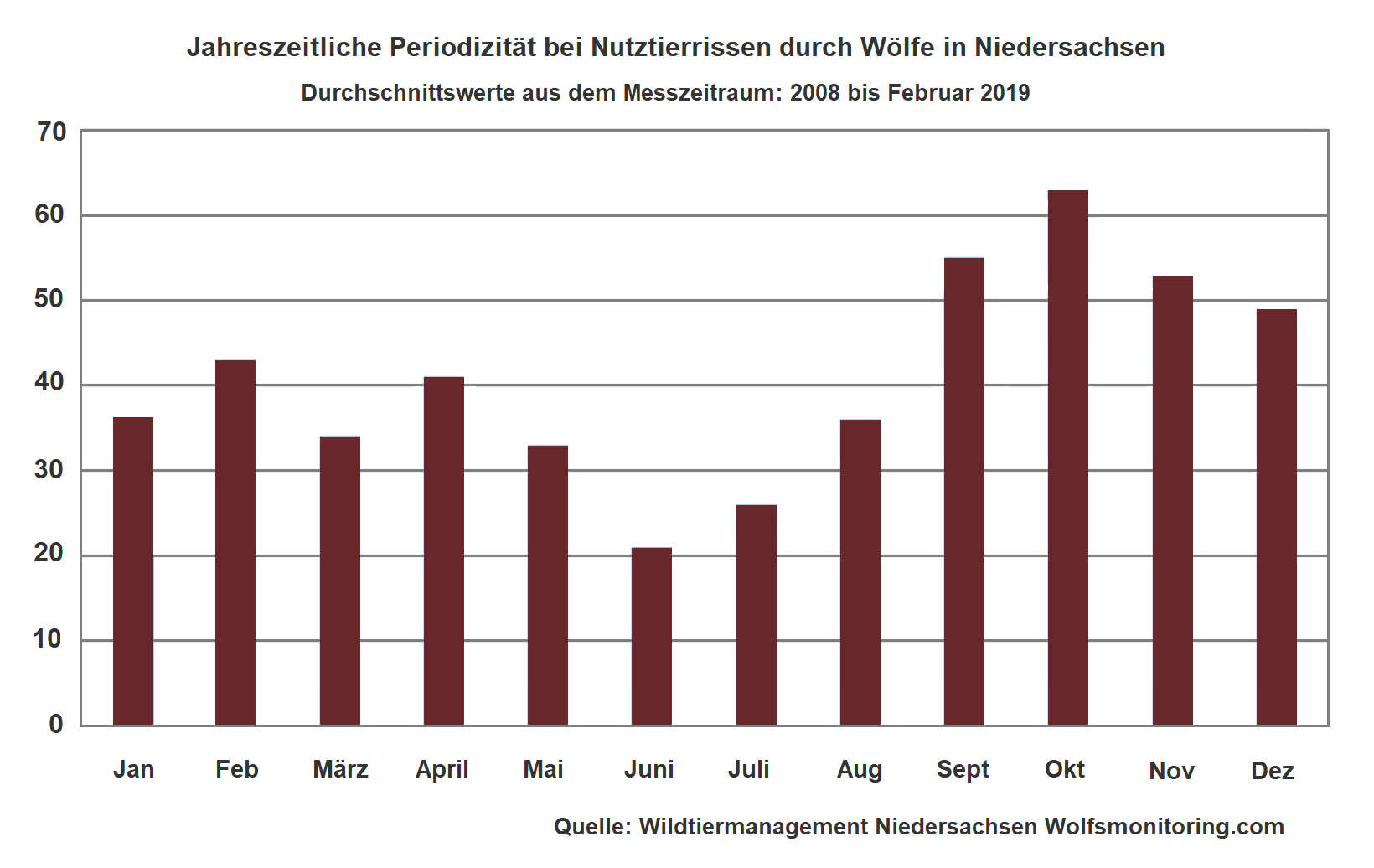
Wölfe in Niedersachsen: Nutztierrisse im Jahresverlauf

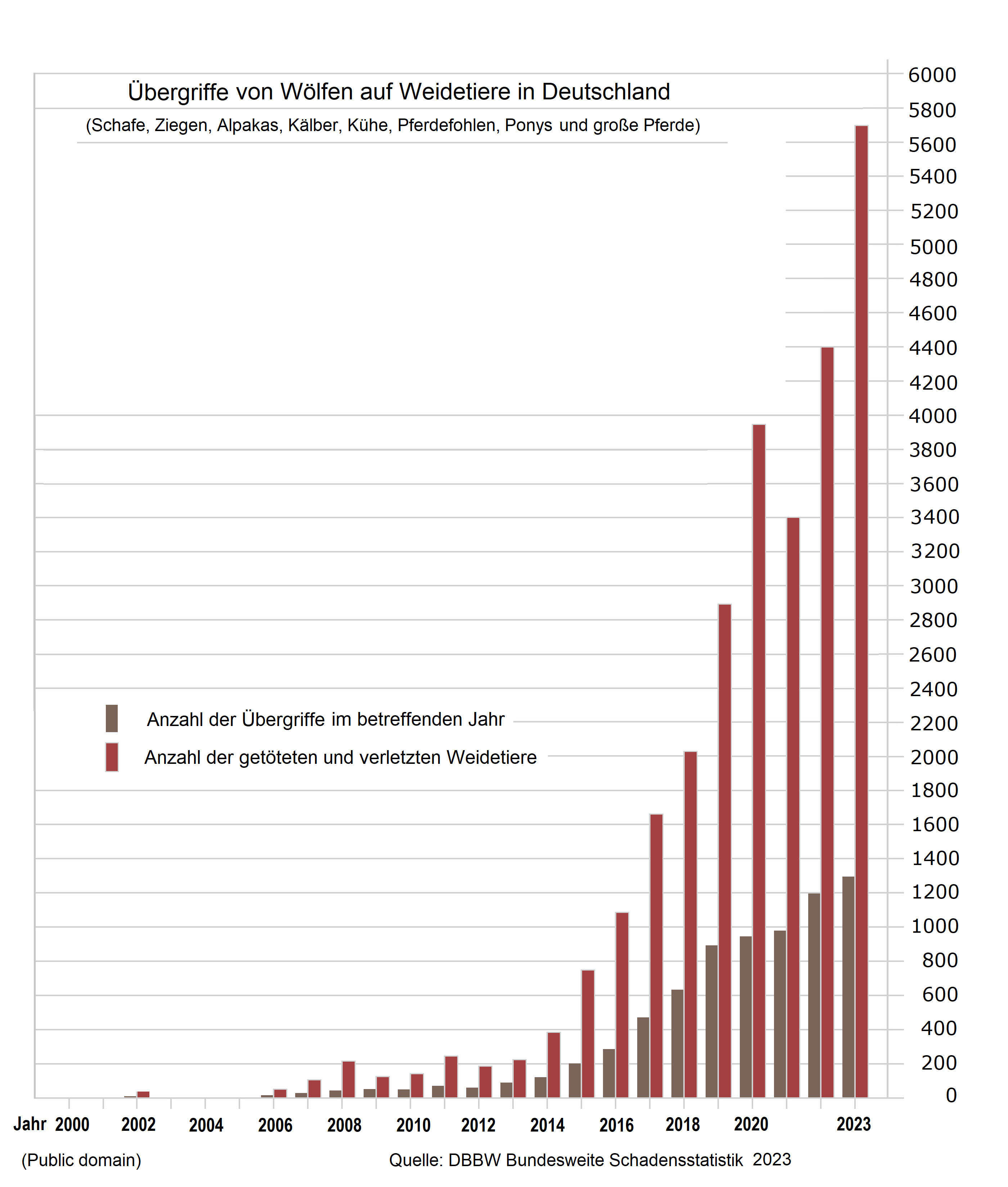
Bundesweite Schadensstatistik: Jahre 2000 bis 2019

In Deutschland stellte das niedersächsische Umweltministerium eine Karte bereit, auf der alle gemeldeten Wolfsrisse mit Orts- und Zeitangabe eingetragen sind. Die Landesjägerschaft Niedersachsen stellte bei den vom Wolf verursachten Nutztierschäden eine Periodizität fest, bei der im Herbst und Winter mehr Übergriffe stattfinden. Mögliche Erklärungen seien die Wurfzeit im Mai, in der die Wölfe ihre Streifgebiete verkleinern, sowie der Nachwuchs bei den anderen Wildtieren, der leichter zu erbeuten ist als adulte Tiere. Gegen den Herbst hin vergrößerten die Wölfe ihre Streifgebiete, die jungen Wildtiere seien herangewachsen und keine leichte Beute mehr, somit stellten leicht verfügbare Nutztiere eine attraktivere Alternative dar.
Auch die anderen Bundesländer stellen ihre Schadensstatistiken für Analysen und eine Gesamtauswertung zur Verfügung.
Im Schadensfall wird ein Rissgutachter hinzugezogen. Übergriffe auf Weidetiere werden als Nachweise von Wolfsvorkommen verwendet, weil sich an den Wunden der Tiere Speichelreste des Wolfs befinden, aus denen seine DNA isoliert werden kann. Hierbei muss die Eignung der isolierten DNA beurteilt werden, um einen Anspruch auf Entschädigung zu beweisen und um auffällige Individuen zu identifizieren. Das Wolfsmonitoring ermöglicht die Erstellung von Schadensstatistiken und gibt Aufschluss über erforderliche Präventionsmaßnahmen. In einer neueren Studie wurden unterschiedliche Vorgehensweisen bei der Entnahme von Wölfen hinsichtlich des Effekts auf die Häufigkeit von Übergriffen auf Weidetiere verglichen.
Ein Ziel des europäischen Wolfsmonitorings ist sowohl regional als auch europaweit auf wissenschaftlichen Erkenntnissen basierende Empfehlungen geben zu können für den Schutz und das Management der Tierart bei Minimierung der Konflikte in besiedelten Räumen mit Weidetierhaltung.

## Wolfsnachweise
Entsprechend den vom Bundesamtes für Naturschutz festgelegten Monitoringstandards werden Wolfsnachweise in drei Stufen von C3 bis C1 kategorisiert, wobei die höchste Qualität der C1-Nachweis hat. Die Voraussetzungen im Einzelnen:

### C1-Nachweis
Gesicherter Nachweis durch
- Sichtung eines Wolfs durch eine qualifizierte Person, die eine Artbestimmung leisten kann.
- Foto oder Aufnahme einer Überwachungskamera oder Wildkamera mit Gutachten eines Experten[170][171]
- Von sonstigen Beobachtern bereitgestellte private Videoaufnahmen mit Expertengutachten
- lebend gefangener oder tot aufgefundener Wolf mit Begutachtung eines Experten
- Genetischer Nachweis durch DNA-Analyse einer Losung. Kotproben können außerdem zur Ermittlung der Beutezusammensetzung genutzt werden.[172]
- Genetischer Nachweis durch DNA-Analyse von Speichelspuren aus einer Bisswunde[173]
- Genetischer Nachweis durch DNA-Analyse einer Haarprobe, z. B. an einem Zaun abgestreiftes Fell
- Genetischer Nachweis durch DNA-Analyse von Urin-Duftmarken[174][175]
- Ortung eines mit Senderhalsband ausgestatteten Tieres

Speichelproben liefern nur im frischen Zustand genaue Analyseergebnisse. Bei Speichelproben, die nach 1 bis 24 Stunden genommen wurden, konnten zu 83 % die kompletten Genotypen ermittelt werden, bei nach 48 Stunden genommenen Proben nur noch zu 50 %, von denen aber 7 % nicht korrekt waren, auch wenn 9 PCR-Verfahren einander entsprechende Ergebnisse lieferten.

### C2-Nachweis
- Spurenauswertung: eine erfahrene Person wie ein Wildbiologe, Jäger oder Wolfsbeauftragter überprüft und bestätigt die Trittsiegel und Fährte des Wolfs entweder vor Ort oder auf Fotos.[177]
- Riss mit für den Wolf charakteristischen Bissverletzungen[178][179]
- Wahrnehmung oder Tonaufnahme vom Heulen eines oder mehrere Wölfe mit Bestätigung durch einen Experten[180][181]

### C3-Nachweis
- unbestätigte Hinweise: Wegen unzureichender Indizienlage kann ein Wolf von einer erfahrenen Person weder bestätigt noch ausgeschlossen werden. Dazu zählen Sichtbeobachtungen ohne Fotobeleg; ferner Hinweise, die zu alt sind, unzureichend oder unvollständig dokumentiert, die zu wenig Information enthalten z. B. Spuren ohne ausreichend langen charakteristischen Fährtenverlauf. C3-Nachweise können in „wahrscheinlich“ und „unwahrscheinlich“ unterteilt werden.[182][183][184]

Hinweise auf Wölfe sind bei den zuständigen Stellen der Länder zu melden, um ein flächendeckendes Wolfsmonitoring zu ermöglichen. Jeder nachgewiesene Wolf erhält eine Code-Nummer. So können interaktive Karten erstellt werden, die zeigen, an welchen Orten ein bestimmter Wolf bzw. Risse von ihm nachgewiesen wurden. Die Abkürzung GW steht für "Grauwolf". "Grauwolf" ist keine wissenschaftliche Bezeichnung für eine Unterart des Canis lupus, sondern ein Trivialname, sie wird vom Wolfsbüro Lausitz dennoch verwendet. Der Kleinbuchstabe m steht für engl. male männlich, der Kleinbuchstabe f steht für engl. female weiblich.

## Genetische Untersuchungen
Die vollständige Sequenzierung des Genoms des Hundes führte zur Identifizierung von annähernd 19000 Genen und über 2,1 Millionen Nukleotid-Polymorphismen (siehe auch Genetische Variation), von denen viele bei Studien an Wolfspopulationen als genetische Marker gelten. Für das Wolfsmonitoring werden drei Anteile des Caniden-Genoms untersucht: Die mitochondriale DNA, anhand derer nur die Abstammung in der mütterlichen Linie festgestellt werden kann, bei Rüden das Y-Chromosom, um Erbgut zu betrachten, das fast ausschließlich aus den väterlichen Linien stammt, außerdem autosomale Mikrosatelliten, die von beiden Elternseiten vererbt wurden und bestimmte Einzel-Nukleotid-Polymorphismen.
So wurde beispielsweise nach dem Fund eines toten Wolfes im Schwarzwald im Sommer 2017 durch die kombinierten Methoden des Monitorings im Nachhinein festgestellt, dass das Tier aus Niedersachsen stammte und ein Nachkomme einer Wolfsfähe aus dem Gartower Rudel war.

## Rechtliche Basis und Organisation
Die Zuständigkeit für das Monitoring liegt in Deutschland bei den Ländern. Zum Teil koordinieren die Landesbehörden das Monitoring mit eigenen Fachleuten selbst. Andere, etwa Sachsen, haben Fachinstitutionen damit beauftragt. Immer mehr nutzen Fachexpertisen länderübergreifend und haben Datenevaluierung oder auch die Organisation des Monitorings an Fachleute vergeben, die schwerpunktmäßig in anderen Ländern arbeiten. Niedersachsen hat das Wolfsmonitoring der Landesjägerschaft (LJN) übertragen. Dieser obliegt seitdem die Datenauswertung sowie die Koordinierung und Anleitung der geschulten Personen. In Sachsen beteiligen sich die Jäger am Aufbau eines Monitoringnetzwerkes. Im Wolfsmanagementplan von Brandenburg wird ebenfalls die Jägerschaft ins Monitoring integriert, da die Belange von Wild, Jagd und Jägern betroffen sind, hier arbeiten der Landesjagdverband und das Landesamt für Umwelt zusammen. In Baden-Württemberg obliegt das Monitoring der Forstlichen Versuchs- und Forschungsanstalt in Freiburg (FVA).
In der Schweiz erstellt das für den Kanton zuständige Amt für Jagd und Fischerei einen Jahresbericht vom Wolfsmonitoring.
Naturschutzverbände wie IFAW und NABU, WWF und die Gesellschaft zum Schutz der Wölfe e. V. sowie der Freundeskreis freilebender Wölfe e. V. unterstützen das Wolfsmonitoring.

## Probleme bei der Erfassung
Das Wolfsmonitoring kann nur Tiere erfassen, die direkt beobachtet oder von einer Kamera aufgenommen wurden oder für die andere Nachweise vorliegen. Spuren wie gerissene Wildtiere oder Wolfskot (Losung) werden zumindest in einsamen Waldgebieten nur selten entdeckt, so dass manche Wölfe lange unbemerkt bleiben. Die für das Monitoring zuständigen Wolfsbüros, Wolfskompetenzzentren, Wolfsberater und Großkarnivorenbeauftragten, Forstämter und Polizeidienststellen nehmen Hinweise aus der Bevölkerung entgegen, um vorhandene Aufzeichnungen zu ergänzen. Manchmal ist es notwendig, Einträge rückwirkend zu ändern, wenn ein neues Rudel gemeldet wurde, wenn daraus geschlossen werden muss, dass sich in dem Gebiet im Vorjahr unbemerkt ein Paar aufgehalten hat. So ergaben sich aktuell Änderungen bei den Aufzeichnungen von Wölfen in Deutschland

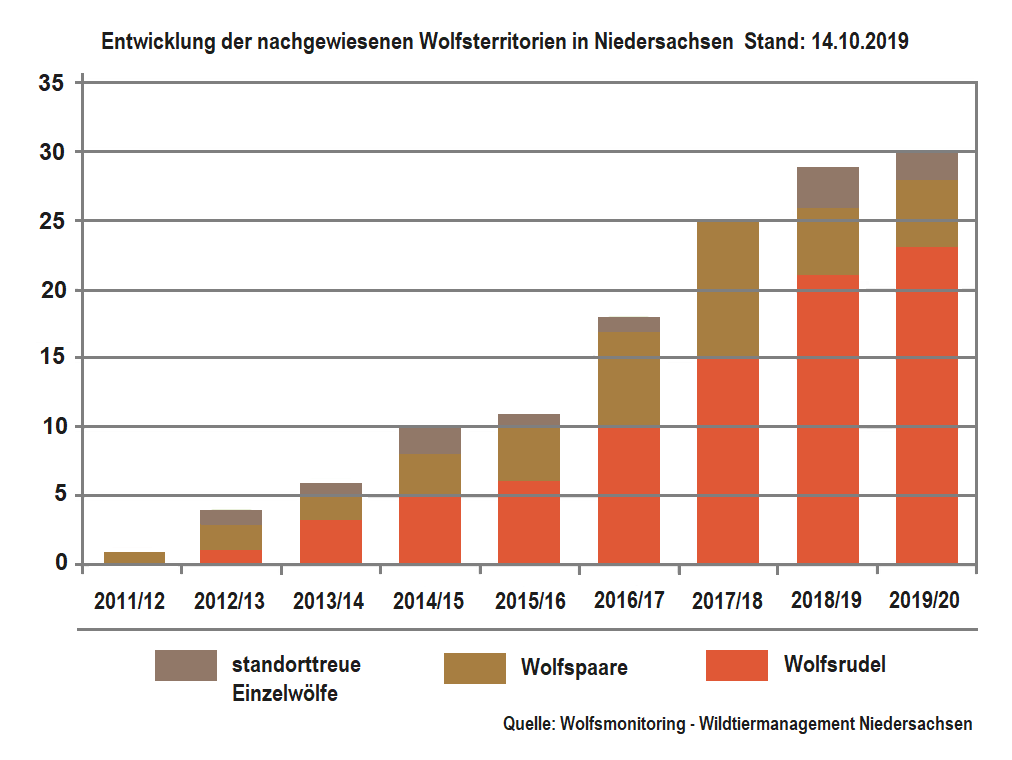
Niedersachsen: Bestandsentwicklung 2012–2020

Aus dem Wolfsgebiet im Landkreis Celle wird von einer Meldemüdigkeit der Jäger berichtet. Dort gehört der Anblick gerissener Wildtiere zum Alltag. Auch Haustierrisse würden nicht gemeldet, wenn keine Entschädigung zu erwarten sei. Wolfsberater kämen nur noch selten an die Orte des Geschehens. Die Landesjägerschaft fordert weiterhin zum Melden auf, denn nur mit belegbaren Zahlen für das Monitoring lasse sich ein effektives Management betreiben. Möglicherweise gäbe es noch mehr als die vom Monitoring erfassten Rudel. Celles Kreisjägermeister Hans Knoop nennt als weiteren Grund für die sinkende Bereitschaft Wolfsnachweise zu melden, dass man Unruhe im Wald vermeiden möchte, da die Wolfstouristen gezielt Reviere aufsuchen, in denen besonders viele Wölfe gemeldet wurden. Markus Henke, Vizepräsident der Landesjägerschaft Bremen, berichtet von einer schwankenden Zahl von Meldungen und einer Dunkelziffer, weil nicht mehr alle Welpen erfasst werden können. Es sei typisch für das Wolfsmonitoring, dass nicht mehr jede Beobachtung gemeldet werde. Landvolkvizepräsident Jörn Ehlers berichtet, von Tierhaltern und Dorfbewohnern würde nicht mehr jeder Riss gemeldet, da die Meldungen in der Öffentlichkeit nicht immer mit dem notwendigen Ernst behandelt würden.